# Synagoge (Česká Lípa)

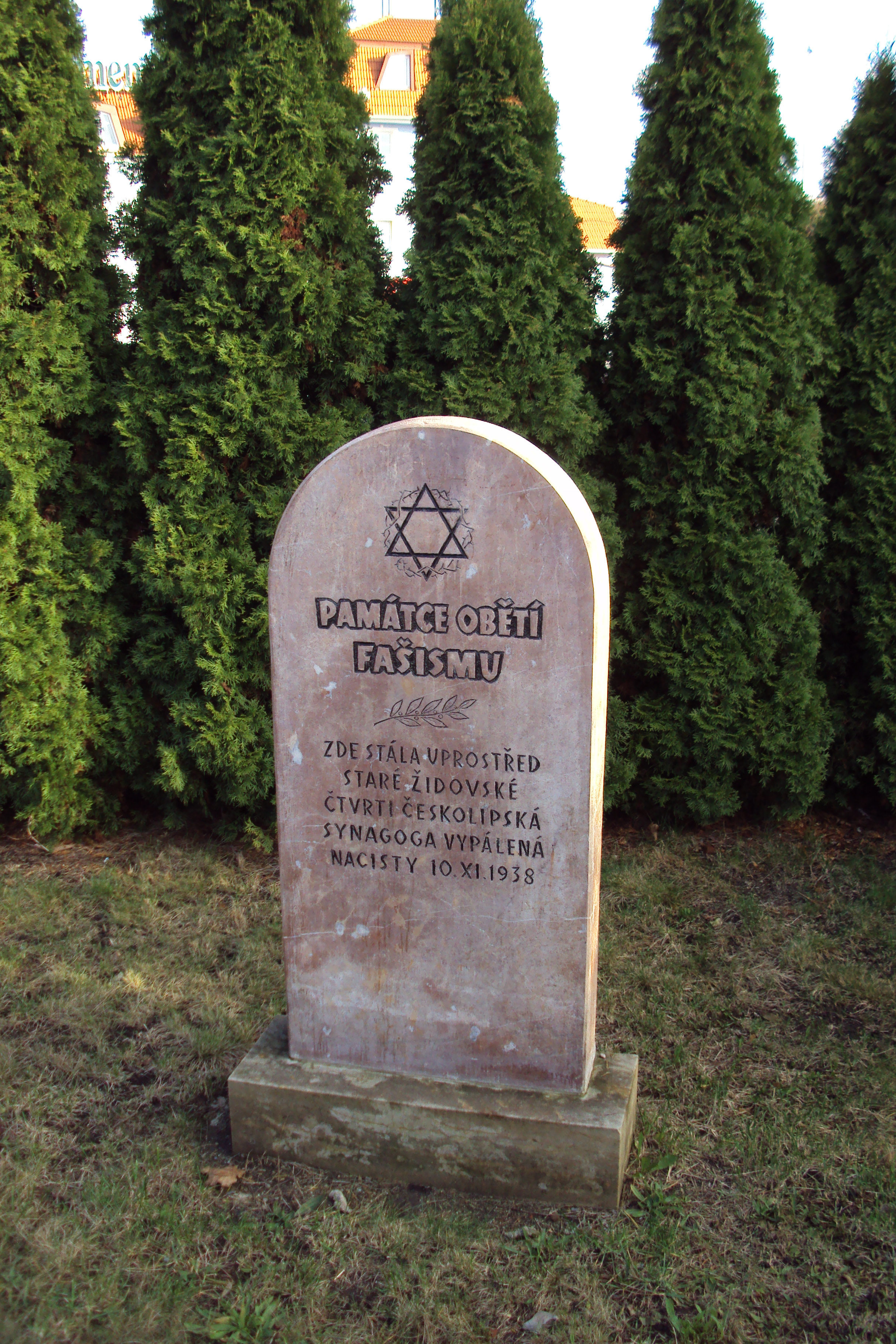
Gedenkstein zur Erinnerung an die zerstörte Synagoge

Die letzte Synagoge in Česká Lípa (deutsch Böhmisch Leipa) stammt aus dem Jahr 1863. Während der Novemberpogrome 1938 wurde die Synagoge von den Nationalsozialisten niedergebrannt und nie wieder aufgebaut.

## Geschichte
Die ersten unbestätigten Berichte über einen Gebetsaal stammen bereits aus den 16./17. Jahrhundert. Offenbar handelte es sich um ein hölzernes Gebäude. Seit dem Ende des 15. Jahrhunderts bestand in der Stadt auch der Alte Jüdische Friedhof. Eine Baugenehmigung für eine Synagoge erhielten die Juden in der Stadt bereits gegen 1700, das Vorhaben wurde jedoch erst 40 Jahre später verwirklicht. Während der Pogrome von 1745 wurde die Synagoge stark in Mitleidenschaft gezogen. 1863/64 wurde das alte Gebäude abgerissen und eine neue Synagoge erbaut. Die Synagoge wurde während der Novemberpogrome 1938 angezündet und die Straße, in der sie sich befand, in „Stürmergasse“ umbenannt. Durch die städtische Feuerwehr wurde der Brand aber zunächst gelöscht, einen Tag später wurde die Synagoge bei der zweiten Brandstiftung jedoch vernichtet. Die Überreste der Mauern wurden im Frühjahr 1941 beseitigt.

## Architektur

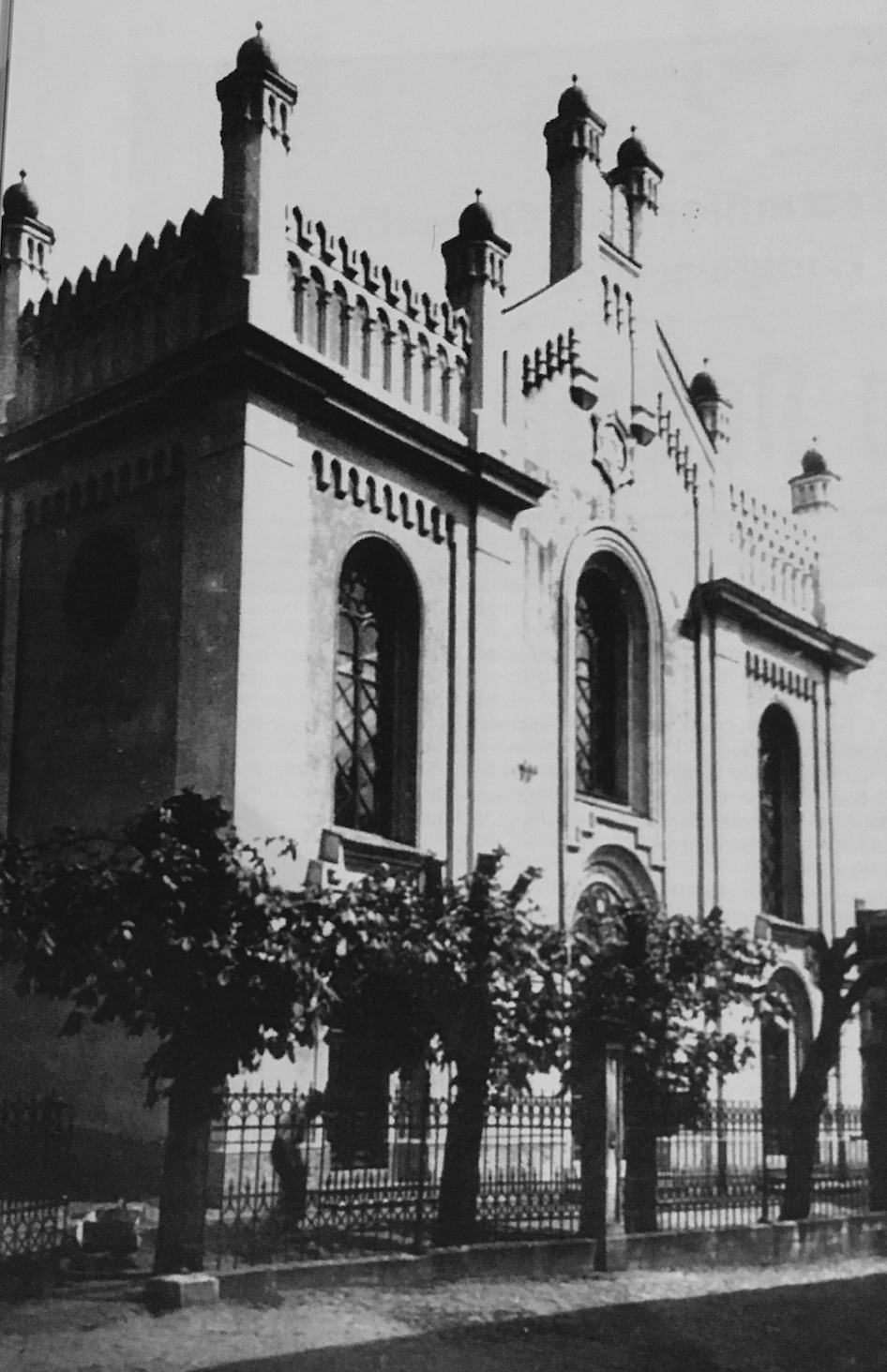
Synagoge 1932

Die Synagoge von 1863/64 wurde im neuromanischen Stil mit starken maurischen Elementen erbaut. Die Grundsteinlegung geschah am 17. April 1863. Verantwortlich zeichnete der Architekt Eduard Posselt, der sich an den Entwürfen von Josef Goldbach orientierte. Geweiht wurde sie am 23. September 1864 durch den Rabbiner Josef Lehmann, der hier die folgenden drei Jahre diente.